# Herxen
Herxen is een buurtschap in de gemeente Olst-Wijhe in de Nederlandse provincie Overijssel. Het ligt aan de rivier de IJssel ongeveer 4 kilometer ten noorden van Wijhe.
De naam zou van Haarke kunnen komen. Haarke was een man met aanzien die ten zuiden van Swol (Zwolle) leefde. Herxen zou een afgeleide kunnen zijn van ‘de woonplaats van Haarke’.
Bij Herxen stond tot begin 19e eeuw de havezate Herxen.
Hoofdplaatsen: Olst · Wijhe      Dorpen: Boerhaar · Boskamp · Den Nul · Welsum · Wesepe

Buurtschappen: Duur · Eikelhof · Elshof · Fortmond · Hengforden · Herxen · Marle · Middel · Welsumerveld 

Voormalige gemeenten: Olst · Wijhe

Overijssel · Steden en dorpen in Overijssel      Nederland · Provincies · Gemeenten